# Isepeolus octopunctatus
Isepeolus octopunctatus là một loài Hymenoptera trong họ Apidae. Loài này được Jörgensen mô tả khoa học năm 1909.